# テトラコサン
テトラコサン（英語: tetracosane）は、化学式が H(CH2)24H のアルカンである。分子式は C24H50。14,490,245種の構造異性体と、252,260,276種の立体異性体が存在する。